# Iモードメール
iモードメールとは、NTTドコモの携帯電話インターネット接続サービスであるiモードの付帯サービスの電子メール（キャリアメール）である。

## 概要
iモードを契約することにより、docomo.ne.jpドメインでのプッシュ型電子メールを利用することができる。iモードが始まった1999年2月から長らくmovaでは全角テキスト250字までの送受信ができるのみだったが、データ量に応じたパケット通信のため回線交換のショートメールサービスよりも通信料金が著しく安く、電子メールとして他キャリアとも文字数などの制約はあるものの送受信が可能となった。iモードユーザー同士であればiモード絵文字が使えることもあり爆発的に普及した。
movaのiモード対応機種にはショートメール機能も搭載され、iモード未対応のショートメールユーザーとも送受信ができる後方互換性が保たれていた。なお、mova終了まで添付ファイルの送受信は不可であり、添付ファイル付きメールはiショットによる写真ファイルを除いてiモードセンターで削除され、[添付ファイル削除]の文章が本文に追加された。
その後、movaでは2002年5月のSH251iの発売と同時に回線交換方式で写真データを送受信することができるiショットが開始。2002年7月にはiモードセンターで1通250字以内に収まるように長文メールを分割する方式で受信文字数が全角250字から最大全角2000字へ拡充された（送信文字数は全角250字）。
iモード絵文字やデコメールなどは国際標準規格のMMSではないため、海外メーカーの参入に際しての障害となり、ドコモスマートフォンの登場まで海外メーカー製のiモード対応機種はごく少数であった。

### FOMA
2001年に開始されたFOMAではmovaのiモードと仕様が異なり、メールサイズ10KBまでの添付ファイル（ファイル形式は問わない）や全角5000文字までの受信・100KBまでの送信に当初から対応している。2002年からはiモーションメールによる動画メールの送受信（添付ファイルではなくサーバーからダウンロードする形式）が開始された。
2004年のFOMA 900i/700iシリーズからはHTML形式のデコメールが登場。このシリーズから最大受信サイズが300KBに拡充され、2006年の903iシリーズからは「大容量メール」として2Mバイトまでとなった。受信側がFOMAユーザーで添付ファイル付きの20KB（大容量メール対応機種は100KB）以上のメールを受信した場合、添付ファイルはメールに直接添付されずiモーションメールと同じくiモードセンターに一定期間保管されるため、添付ファイル名のリンクをクリックするか端末の自動処理でダウンロードする事になる。

## メールアドレス
メールアドレスはiモード開始当初は携帯電話番号@docomo.ne.jpであったが、推測が容易なためサービス開始後すぐに迷惑メールが届くようになった。2001年7月8日以降の契約者には英数字の羅列のメールアドレスが付与され、利用者が好きなアドレスに変更することができる。メールアドレスは変更後90日までは保持され、以前に使用していたアドレスに戻すことも可能である。

## その他サービス
- メールリトライ機能 - FOMAでは圏外にいたり電源が入っていない携帯のために、30日間届くまでメールの再送を行っている。movaは3回まで再送。
- iモードメールplus - メール関連サービスを提供する情報料無料のiモードサイトである。
  - フレンドメール12 - 12人までのメーリンググループを作成し、アドレス帳で検索しなくても、グループのメンバーに同報、選択同報メールを送信できる。
  - タイマーメール - 指定した日にち・時間にメールを送信することができる。
- チャットメール - iモードメール機能を利用したチャット（インスタントメッセンジャー）が利用できる。
- iモード.net - iモードメールをパソコンから送受信ができる。My docomoサイトを使ったWebメールである。
  - iモード.netモバイルモード - BlackBerry BoldやT-01A、HT-03Aといったドコモのスマートフォンでiモード.netが利用するサービス。
- 選択型受信 － プッシュ型電子メールを使わず、iモードサイトから必要なメールのみをダウンロードするサービス。海外渡航時に国際ローミングで、パケット代を抑える際などに使われる。
- iモードメールフィルタ － 迷惑メール対策としてメールアドレスや、ドメインの指定拒否、指定許可、なりすましメール拒否、PCメール拒否設定などができる。[1]URL付きメール拒否設定、SMS拒否機能などもある。
- デコメアニメ - Flashを使ったメールで、メールにゲームなどを添付して送信するサービス。
- メアド変えても転送サービス - メールアドレスを変更しても古いアドレスから新しいアドレスへ60日間転送ができる。
- 電話帳お預かりサービス － 電話帳だけでなく、メール、スケジュール等をドコモのサーバへ預け、携帯電話を紛失、破損した場合でもバックアップが取れるサービス。
- ドコモケータイdatalink - ドコモケータイdatalinkとはNTTドコモの携帯電話とパソコンのデータを同期するアプリケーションで、携帯電話のアドレス帳やメール等をパソコンで編集することができるドコモが配布するフリーソフトである。

### 割引サービス
- メール使いホーダイ - iモードメールの送受信が添付を含め無料となるサービス。2009年12月1日より開始した。タイプシンプルという料金プランに切り替えることで利用が可能となる。

## spモード
spモードとは2010年9月1日より提供が開始された、NTTドコモのスマートフォンでもiモードメール等が利用可能になるISPサービスである。ドコモのspモード対応のスマートフォンであれば、spモードを契約することにより、通常のiモードメールと同様に、@docomo.ne.jpのドメインで、プッシュメール、絵文字、デコメールなどが利用可能となる。iモード解約と同時にspモードを契約すると、いままでのiモードアドレスが設定できる。またiモードとspモードを重複契約すると、docomo.ne.jpのアドレスが2つもてるが、スマートフォンで2つ同時に利用できるわけでなく、1つのアドレスはiモード端末、もうひとつのアドレスはスマートフォンでSIMカードを差し替えることで利用が可能となる。またその2つアドレスは切り替えることも可能となる。